# Trnovec nad Váhom
Trnovec nad Váhom (węg. Tornóc) – wieś (obec) na Słowacji, położona w kraju nitrzańskim, w powiecie Šaľa na Nizinie Naddunajskiej.